# Карла Лібкнехта (Дніпровський район)
Карла Лібкнехта — колишній населений пункт Дніпровського району Дніпропетровської області.

## Стислі відомості
Населення за даними 1990 року становило близько 1500 осіб.
Приєднано до села Чумаки в 1995 році.
Прилягало до села Долина. Через село проходила автомобільна дорога Т-0405.